# 친구의 친구
친구의 친구는 사회학에서 서로의 친구로 인해 존재하는 인간적 접촉이다. A와 C의 친구인 B가 있다면 C는 A의 친구의 친구이다. 따라서 인간관계 '친구의 친구'는 삼촌, 이모 등 친족 관계와 마찬가지로 친구 간의 복합관계이다. 우정은 상호적인 관계이지만, 친구의 친구 관계는 연합 구축과 정보 전파의 잠재력을 갖고 있지만 우정이 아닐 수도 있다.

## 밈
FOAF(Friend of a friend)는 잘 모르는 사람, 말 그대로 친구의 친구를 지칭하는 표현이다.
일부 사회 과학에서 이 문구는 사람들이 행동하는 데 사용되는 많은 정보가 먼 출처에서 온다는 사실(예: "내 친구의 친구에게 일어난 일")을 농담 반 농담으로 사용한다. 이는 아마도 얀 해럴드 브런반드(Jan Harold Brunvand)가 대중화한 도시 전설 연구에서 가장 잘 알려져 있을 것이다.
FOAF라는 약어는 로드니 데일(Rodney Dale)이 만든 것이며 그의 1978년 저서 The Tumor in the Whale: A Collection of Modern Myths에서 사용되었다.